# 王建中 (萬曆丙戌進士)
王建中（1555年—？年），字銘新，號寰羽，浙江嘉興府平湖縣人，明朝政治人物。

## 生平
萬曆四年（1576年）丙子科鄉試第二名舉人。萬曆十四年（1586年）丙戌科第三甲第一百六十四名進士。兵部觀政，授行人司行人。

## 家族
曾祖王端，祖王堂，父王言，母陳氏。具庆下。弟拱极（生员）、建元、建藩、建屏。